# Khanbu
Khanbu est un comité de développement villageois du Népal situé dans le district d'Udayapur. Au recensement de 2011, il comptait 4 350 habitants.